# Pseudopsallus dememsus
Pseudopsallus dememsus är en insektsart som först beskrevs av Van Duzee 1925.  Pseudopsallus dememsus ingår i släktet Pseudopsallus och familjen ängsskinnbaggar. Inga underarter finns listade i Catalogue of Life.